# Modrá rokle
Modrá rokle je román pro mládež českého spisovatele Jaroslava Foglara z roku 1994. Je adaptací Foglarovy stejnojmenné komiksové trilogie (tvořené sešity Modrá rokle, Ztracený kamarád a Jeskyně Saturn) a zároveň jeho posledním románem. Vypráví o chlapci Dennym, který stane členem klubu Saturn a s ostatními hochy objevuje tajemnou Modrou rokli.

## Příběh
Denny Santar je talentovaný a čestný chlapec z velkoměsta, který se závodně věnuje krasobruslení a cítí se na vítězství v blížícím se městském šampionátu mládeže. Když se doslechne o možném konkurentovi ze vzdálené čtvrtě, jede se podívat na jeho trénink. Na místě se zamíchá do jednoho sporu, čímž si znepřátelí dvojici hrubiánů Haryka a Mildu. Ti se mu zanedlouho pomstí, když mu při jeho rozbruslení hodí do cesty poleno, takže Denny spadne a vážně si zraní páteř. Přestože se přes zimu za několik měsíců uzdraví, na krasobruslařskou kariéru už nemůže pomýšlet a začne hledat jiné vyžití.
Na jaře vyjede znovu nazdařbůh do končin, kde se mu stal úraz, a opět se do něčeho zaplete, když dobrodušně pomůže neznámému menšímu chlapci vytáhnout z hlubokého dvora plechovku s podivnou modrou hlínou. Přitom se sám riskantně spustí dolů, ale kluk ho pak nechá ve dvoře na holičkách a s lanem i plechovkou uteče. Dennyho přijde pustit ze dvora chlapec jeho věku, který mu vynadá a pak vysvětlí, že hoch plechovku ukradl a že se jedná o vzácnou keramickou hlínu, kterou jejich klub Saturn odkupuje od jiných dvou chlapců a zase přeprodává dál – jak se ukáže, právě těm dvěma výrostkům, kteří způsobili Dennyho zranění. Vše vzbudí velký Dennyho zájem, uchází se o členství v Saturnu, a nejstarší Roman, který klub vede, nakonec souhlasí, aby Denny navštívil jejich příští schůzku. Tak se Denny seznámí s dalšími členy, Barvínem, Altarem a jeho malým bratrancem Špuntíkem. Hoši se společně vydávají na výpravu za město do divukrásné krajiny, kde se snaží zjistit, odkud oni dva hoši, Olda a Mínek, hlínu nosí. Nakonec se tam s nimi setkají a po prvotní nevraživosti se spřátelí. Olda s Mínkem Saturnu věří, že je o hlínu neokrade, a ukážou jim (už skoro vybrané) naleziště i ohromný model města, který z ní v jeskyni sami staví.
Denny se ukáže jako dobrý kamarád a do klubu je s radostí přijat, ale po velmi pozdním návratu z výpravy se se zlou potáže doma a dostane domácí vězení. To je zmírněno až po Romanově přímluvě a také díky Dennyho školnímu vyznamenání. Saturn dále prozkoumává divokou krajinu za městem, která tu zůstala po dolování, a objeví Modrou rokli s Modrým jezírkem, kterou si okamžitě oblíbí. Jednou zde najdou deník nějakého Viktora, z něhož plyne, že sem chodil minulý rok na výpravy s kamarádem Elvim, kterého pak asi postihla nějaká katastrofa, možná i smrt. Sám Viktor se pak v Rokli objeví a přizná Saturnu, že cítí vinu za Elviho osud a má strach zjišťovat, co se s ním stalo. Saturn ho podpoří a společně Elviho najdou – je doma, naživu, ale málem se v Rokli tehdy utopil a pak skoro zemřel na zápal plic. Kamarádi jsou šťastní z opětovného shledání a oba také rozšíří řady klubu Saturn. Jediné potíže, kterým Saturn musí stále čelit, jim tak působí Haryk a Milda s nohsledem Fretkou (oním malým chlapcem, který ukradl plechovku), kteří se snaží objevit další naleziště vzácné hlíny a dokonce proto rozeberou a zničí i Oldův a Mínkův model města, a nakonec se dostanou i do Modré rokle.
Denny mezitím začne pro klub vydělávat peníze psaním novinových článků, ve kterých popisuje jejich dobrodružné zážitky a objevy. Na naléhání ostatních však dbá o to, aby neprozradil příliš a nepřitáhl do Rokle zvědavce, kteří by zdejší atmosféru i přírodu zničili. Saturnovci v Modré rokli objeví i dosud neznámou jeskyni, kterou ukážou speleologovi, a v létě se zde utáboří a prožijí část prázdnin. Situace s ochranou Modré rokle se následně vyřeší jejím prohlášením za přírodní rezervaci a klub Saturn je oficiálně označen za její strážce.

## Vznik a vydávání
Příběh s námětem o jeskyních začal Jaroslav Foglar psát v 50. letech 20. století. Práce mu však nešla od ruky, protože v té době nemohl vydávat a naděje na zveřejnění nového díla byla mizivá. Rozpracované dílo, do kterého zakomponoval jako motivy i svůj úraz páteře z té doby, prozkoumávání Koněpruských jeskyní se svým oddílem či znalost lomu Amerika, proto na dlouhou dobu odložil. O existenci příběhu se Foglarovi příznivci dozvěděli v roce 1981, když ho zmínil v jednom ze svých hromadných dopisů. Na přelomu let 1982 a 1983 navštívil Jaroslava Foglara speleolog Pavel Nosek se žádostí o komiksový seriál z jeskyňářského prostředí. Spisovatel začal po dohodě zpracovávat příběh komiksu s pracovním názvem Modrá hlína, pro který využil svůj námět z 50. let. Scénář Modré rokle, jak byl určen definitivní název, dokončil v květnu 1983 a do konce téhož roku jej nakreslil Kája Saudek. Přestože byl Foglar během normalizace opět v nemilosti komunistického režimu a nemohl publikovat, vydala Modrou rokli v malém nákladu v podobě černobílého sešitu v září 1984 Česká speleologická společnost. Vzhledem k velkému zájmu čtenářů pokračoval Foglar ve spolupráci se Saudkem v navazujícím příběhu Ztracený kamarád, který byl dokončen již v roce 1985, ovšem vydání se opět u České speleologické společnosti dočkal až v květnu 1987. Roku 1989 připravila stejná autorská dvojice závěrečný díl Jeskyně Saturn, který byl otištěn až po sametové revoluci. Jeskyně Saturn nejprve vycházela od ledna 1990 do ledna 1991 na pokračování v sobotní příloze Slovíčko deníku Svobodné slovo, na což v roce 1991 navázalo sešitové vydání nakladatelství Zlatý kůň ve spolupráci s Českou speleologickou společností. Barevné verze prvních dvou dílů byly publikovány poprvé v časopise Kometa v letech 1989 a 1990, všechny tři příběhy byly v nové barevné podobě poprvé obsaženy v roce 1999 ve Foglarově souborné publikaci komiksů Svorní gambusíni a jiné příběhy.
V létě 1991 začal Jaroslav Foglar podle celé komiksové trilogie psát román s názvem Modrá rokle. První kapitola byla otištěna v červnu 1992 v časopisu Skaut-Junák v čísle, které bylo při příležitosti jeho 85. narozenin celé věnované právě Foglarovi. Kvůli zhoršujícímu se zraku ale práce na knize postupovala pomalu. Spisovatel nakonec přijal nabídku svého přítele Jiřího Raby a román mu diktoval, nakonec se díky zlepšení zraku mohl vrátit k psaní. Modrou rokli dokončil v červenci 1994 na chatě v Černošicích. Ačkoliv románové zpracování prvních dvou částí, které diktoval, odpovídá komiksové předloze, v případě třetího dílu se již samostatně píšící Foglar v literární adaptaci od dějové linky komiksu význačně odchýlil. Jeho poslední román vyšel poprvé v prosinci 1994 v nakladatelství Olympia a i přes vysoký náklad byl ihned rozebrán. Pro druhé vydání napsal Foglar po dohodě s nakladatelstvím čtyři nové závěrečné kapitoly, které dokončil v únoru 1995. Takto rozšířený román byl poprvé vydán v květnu 1995.

### Knižní česká vydání
Přehled knižních vydání v češtině:
- 1994 – 1. vydání, nakladatelství Olympia, ilustrace Miroslav Schönberg, ISBN 80-7033-346-4 (edice Sebrané spisy, sv. 19)
- 1995 – 2. vydání, nakladatelství Olympia, ilustrace Miroslav Schönberg, ISBN 80-7033-371-5 (edice Sebrané spisy, sv. 19)
- 2000 – 3. vydání, nakladatelství Olympia, ilustrace Miroslav Schönberg, ISBN 80-7033-096-1 (edice Sebrané spisy, sv. 19)
- 2001 – 1. dotisk 3. vydání, nakladatelství Olympia, ilustrace Miroslav Schönberg, ISBN 80-7033-096-1 (edice Sebrané spisy, sv. 19)
- 2004 – 2. dotisk 3. vydání, nakladatelství Olympia, ilustrace Miroslav Schönberg, ISBN 80-7033-096-1 (edice Sebrané spisy, sv. 19)
- 2007 – 4. vydání, nakladatelství Olympia, ilustrace Miroslav Schönberg, ISBN 978-80-7033-994-7 (edice Sebrané spisy, sv. 19)